# Granby (Sigtuna)
Granby is een plaats in de gemeente Sigtuna in het landschap Uppland en de provincie Stockholms län in Zweden. De plaats heeft 107 inwoners (2005) en een oppervlakte van 25 hectare. Granby ligt aan de rand van een bos en wordt behalve door bos, ook omringd door landbouwgrond. De bebouwing in de plaats bestaat uit wat vrijstaande huizen en de wat grotere plaats Märsta ligt zo'n vijftien à twintig kilometer ten zuidwesten van het dorp.